# Carnevale (cognome)
Carnevale è un cognome di lingua italiana.

## Varianti
Carlassare, Carlavara, Carlevari, Carlevarini, Carlevarino, Carlevaris, Carlevaro, Carleveri, Carnasciali, Carnavale, Carnevale Schianca, Carnevali, Carnevalli, Carnovale, Carnovali.

## Origine e diffusione
Cognome tipicamente panitaliano, è presente prevalentemente in Italia meridionale.
Potrebbe derivare dal prenome medioevale Carnevale, a sua volta derivato dal termine tardo latino carne-levamen, "togliere la carne".
Le varianti Carnevali e Carlevari sono centro-settentrionali; Carlavara è veneto; Carlassare è settentrionale; Carnasciali è toscano.

## Persone
- Corrado Carnevale – magistrato italiano
- Dante Carnevale – militare italiano
- Fra' Carnevale – pittore e religioso italiano